# 26 août 2015
Le mardi 26 août 2015 est le 242e jour de l'année 2015.

## Décès
Par ordre alphabétique.
- Georges Abi-Saber (de)	Prélat catholique canadien de l'Église maronite, membre de l'Ordre libanais maronite.
- Amelia Boynton Robinson Militante noire américaine, leader du mouvement des droits civiques.
- Raymond Chirat 	Historien français du cinéma.
- Peter Kern 	Acteur, scénariste, réalisateur et producteur autrichien.
- Maroun Khoury Sader (en) 	Prélat catholique libanais de l'Église maronite.
- Carmelo Domênico Recchia (en)  	Prélat et moine cistercien italien, abbé de l'abbaye territoriale de Claraval (it).
- Francisco San Diego (en) 	Prélat catholique philippin.

## Événements
- assassinat en direct des journalistes américains Alison Parker et Adam Ward en Virginie (Etats-Unis).